# ギャラクティック・カウボーイズ
ギャラクティック・カウボーイズ（Galactic Cowboys）は、テキサス州ヒューストンに拠点を置くアメリカ合衆国のヘヴィメタル・バンド。彼らは、ビートルズの影響を受けたボーカル・スタイルと、アンスラックスなどのスラッシュ・バンドのヘヴィなプレイ・スタイルと、プログレッシブ・メタルを組み合わせている。彼らは「おそらくキリスト教や一般の市場に存在する最もメロディックなメタル・バンド」と言われている。バンドのメンバーはクリスチャンだが、ギャラクティック・カウボーイズはクリスチャン・バンドとは見なされていない。
バンドは、アンスラックス、ドリーム・シアター、キングスX、オーヴァーキルなどの著名なハードロック・バンドやメタル・バンドとツアーを行った。

## 歴史
ギャラクティック・カウボーイズは、1989年にテキサス州ヒューストンにて、オーフル・トゥルースのベーシストであるモンティ・コルヴィンとドラマーであるアラン・ドスによって結成された。オーフル・トゥルースが解散時、コルヴィンとドスに、シンガーのベン・ハギンズとギタリストのデイン・ソニアが加わり、ギャラクティック・カウボーイズが形成されていった。
1990年、バンドはDGCと契約し、1991年にセルフタイトルのデビュー・アルバムをリリースした。いくつかの好意的な批評にもかかわらず、バンドは同じ時期にニルヴァーナの『ネヴァーマインド』が成功したため、レーベルに無視されることとなった。売れ行きの悪化と、いくつかのツアーの後、彼らはスタジオに戻り、1993年にアルバム『スペイス・イン・ユア・フェイス』をリリースした。本作がバンドの一般市場への参入となった。アルバムは「If I Were A Killer」と「I Do What I Do」というバンドのマイナーヒット2曲をフィーチャーし、どちらもMTVと今は無きラジオ局のZROCKで定期的に放送された。DGCはギャラクティック・カウボーイズとのレコーディング契約を解除し、バンドはマネージャーのサム・テイラーおよびギタリストのデイン・ソニアと別れた。
バンドは1994年の映画『ハードロック・ハイジャック』に「サンズ・オブ・サンダー」という名前で登場した。彼らが映画のために演奏したオリジナル曲「Don't Hate Me Because I'm Beautiful」はどこでも入手できず、映画で短い抜粋だけを聴くことができる。
一時的な解散後、バンドはギターのウォーリー・ファーカスを迎えて再編し、メタル・ブレイド・レコーズとの新しいレコーディング契約を得た。1996年に3枚目のアルバム『マシーン・フィッシュ』、および『Feel the Rage』というEPをリリースした。続く1997年のアルバム『ホース・ザット・バッド・ボウト』は、バンドのメタル・サウンドからトーンダウンしたスタイルとなった。
バンドは1998年にアルバム『アット・ジ・エンド・オブ・ザ・デイ』をレコーディングした。これはファンからバンドの最高作とみなされたコンセプト・アルバムとなっている。アルバム・リリースの2週間前にドラマーのアラン・ドスがバンドを脱退。セッション・ドラマーのエリック・タトゥアカ (Erick Tatuaka)が、その後のツアーでドラムを演奏した。 
アルバム『レット・イット・ゴー』は2000年にリリースされ、各バンド・メンバーのリード・ボーカルによるパフォーマンスをフィーチャーした。バンドの友人であるキングスXのドラマーであるジェリー・ガスキルがアルバムでドラムを演奏している。 
オリジナル曲に加えて、ギャラクティック・カウボーイズは、キッス、ペトラ、ウイングスによる曲のカバー・バージョンを録音している。
2009年、バンドの旧メンバーたちは音楽シーンで活動を続けている。バンドは2009年8月にヒューストン、ダラス、オースティンで3回の再結成公演を行った。彼らはまた、2013年9月13日に、特別な一回限りのパフォーマンスをテキサス州ヒューストンのアカディア・バー&グリルで行い再結成している。
2016年7月4日、ベーシストであるモンティのRockcastポッドキャスト（No. 176）を通じて、プログレッシブ・レコード・レーベルと契約し、オリジナル・ラインナップ（コルヴィン、ハギンズ、ドス、ソニア）で新しいアルバムに取り組んでいると発表した。2017年11月17日に、Mascot Label Groupから、『Long Way Back to the Moon』というタイトルの新しいアルバムをリリースした。

## メンバーの動向

### モンティ・コルヴィン
1991年から2000年までのギャラクティック・カウボーイズのベーシスト兼バック・ボーカリストであるモンティ・コルヴィンは、2000年にバンド・プロジェクト「Crunchy」でソロのキャリアを開始した。2001年にリリースされたファースト・アルバム『All Day Sucker』は、Crunchyのサウンドを、少しヘヴィなギター・エッジを伴う、楽しくポップなパンクなものとした。Crunchyのセカンド・アルバム『Clown School Dropout』では、バンドの体をなさずコルヴィンがほとんどの楽器を演奏し、雇われたドラマーを引き入れ、ここにきてコルヴィンは定義にさらにクランチを追加した。バンドに影響を与えたのは、前述のギャラクティック・カウボーイズに加えて、ワイルドハーツ、チープ・トリック、フー・ファイターズ、ラモーンズが含まれていた。3枚目のCrunchyのアルバム『Loserville』（2007年）には、カンサスのケリー・リヴグレンによる貢献が含まれている。
現在、コルヴィンは彼の個人ウェブサイトで「Monty's Rockcast」と呼ばれる不定期な1時間のインターネット・ポッドキャストをホストしている。また、彼のウェブサイトでは絵画を販売している。ギャラクティック・カウボーイズのアルバム・カバーの一部には、コルヴィンのアートワークが掲載されていた。 
コルヴィンは、かつてラモーンズに在籍したディー・ディー・ラモーン（ダグラス・グレン・コルヴィン）の従兄弟でもある。

### アラン・ドス
音楽業界をしばらく離れて以来、ドスはマネージメントとプロデュースに携わってきた。最近では、Ashbury Keys、Toy Subs、およびJambi's Revengeのバンドでその役割を果たし、それらのバンドのアウトプットにおいて、（キーボードとベースで）インストゥルメンタルの仕事も提供している。 

### ベン・ハギンズ
2000年のギャラクティック・カウボーイズ解散後のハギンズの音楽活動には、ザ・フレグマティクスなどのアーティストのゲスト参加に加えて、彼のバンド、グリスル (Gristle)との録音と演奏が含まれていた。グリスルのファースト・アルバム『Cold Blue Sky』は、2010年7月17日にダウンロード可能な形式でリリースされた。 

### ウォーリー・ファーカス
ファーカスは、ヒューストン地域でヒップホップ・アーティストのディストリビューターとして働いてきた。彼はキングスXのタイ・テイバーとチームを組み、Xenuphobeの名前で2枚のアンビエント・アルバム（2006年にリリースされた『1.0』と、2007年にリリースされた『2.0：Electrolux』）をリリースした。また、彼は以前にコネクションを持っていた少数のアーティストのためにレコードレーベル、Molken Musicを設立した。 
ファーカスは、ダグ・ピニックのアルバム『Strum Sum Up』を共同プロデュースし、ギターを演奏した。彼は近日公開予定のソロ・アルバムとして『Past Due』の名を発表したが、いまだリリースはされていない。 
最近では、彼はダグ・ピニックのツアー・バンド「Texas Poundation」に参加している。また、ヒューストンのバンド「Peace and the Chaos」の一員としてツアーを行っている。

### デイン・ソニア
ギャラクティック・カウボーイズを脱退した後、ソニアは音楽界に残り、特にグリッスル (Gristle)でリードギターを演奏する兄弟レンと結成したソニア・ブラザーズ・バンドに関与し続けた。ソニアは、ヒューストンに拠点を置くモダン・ロック・バンド「Sevenfold」のリードギタリストも務めた。ファーカスと同様に、彼はテキサス・パウンデーションにも参加しており、ギャラクティック・カウボーイズに再び参加した後もそうし続けている。

## バンド・メンバー
- モンティ・コルヴィン (Monty Colvin) - ベース、ボーカル（1991年–2000年、2009年、2013年、2016年–現在）
- アラン・ドス (Alan Doss) - ドラム、ボーカル、キーボード（1991年–1998年、2009年、2013年、2016年–現在）
- ベン・ハギンズ (Ben Huggins) - リードボーカル、ギター、ブルースハープ（1991年–2000年、2009年、2013年、2016年–現在）
- デイン・ソニア (Dane Sonnier) - ギター、ボーカル（1991年–1995年、2013年、2016年–現在）

旧メンバー
- ウォーリー・ファーカス (Wally Farkas) - ギター、ボーカル、キーボード、ドラム（1995年–2000年、2009年）

タイムライン

## ディスコグラフィ

### スタジオ・アルバム
- 『GARACTIC COWBOYS』 - Galactic Cowboys (1991年)
- 『スペイス・イン・ユア・フェイス』 - Space in Your Face (1993年)
- 『マシーン・フィッシュ』 - Machine Fish (1996年)
- 『ホース・ザット・バッド・ボウト』 - The Horse That Bud Bought (1997年)
- 『アット・ジ・エンド・オブ・ザ・デイ』 - At the End of the Day (1998年)
- 『レット・イット・ゴー』 - Let It Go (2000年)
- Long Way Back to the Moon (2017年)

### EP
- Feel the Rage (1996年)

## ミュージック・ビデオ
次の曲のミュージックビデオが制作された：
- "Evil Twin"
- "Fear Not"
- "Feel the Rage"
- "I'm Not Amused"
- "If I Were a Killer"
- "Nothing to Say"
- "Internal Masquerade"
- "Zombies"